# Eutelsat 12 West B
Eutelsat 12 West B, anciennement Atlantic Bird 2 et Eutelsat 8 West A, était un satellite de télécommunications appartenant à l'opérateur Eutelsat et qui a été désorbité en octobre 2020. Situé à 8° Ouest jusqu'en 2015, où il a remplacé le satellite Telecom 2A, il diffusait des chaînes de télévision, des radios ainsi que d'autres données numériques. Il permettait d'assurer des liaisons transatlantiques entre la côte Est de l'Amérique du Nord ou l'Amérique du Sud et l'Europe  ou la région du Golfe.
Construit par Alcatel Space, devenu Alcatel Alenia Space, sur une plate-forme Spacebus 3000 B2, il est équipé de 26 répéteurs en bande Ku diffusant sur l'Europe, l'Afrique du Nord, le Proche-Orient, la région du Golfe, la côte Est de l'Amérique du Nord et l'Amérique du Sud.
Il a été lancé le 25 septembre 2001 à 23 h 21 TU par une fusée Ariane 44P, vol 144, depuis le port spatial de Kourou. Il avait une masse au lancement de 3 150 kg. Sa durée de vie estimée est de plus de 12 ans.

## Mission
Après le lancement, le satellite Atlantic Bird 2 a utilisé son moteur d'apogée pour atteindre l'orbite géostationnaire, se positionnant à la longitude 8° Ouest. En décembre 2011, Eutelsat annonça que leurs satellites seraient renommés selon une marque unifiée effective à partir de mars 2012. Ce satellite devint Eutelsat 8 West A à 8° Ouest. En 2015, il a été déplacé à 12.5° Ouest et appelé Eutelsat 12 West B. Il a finalement été placé sur une orbite cimetière en octobre 2020.